# Возвращение в Брайдсхед (телесериал)
«Возвращение в Брайдсхед» (англ. Brideshead Revisited) — британский сериал 1981 г. производства компании Granada Television, транслировавшийся английским телеканалом ITV. Базируется на одноимённом романе английского писателя Ивлина Во (1945). По мнению Британского института кинематографа, входит в десятку 100 лучших британских телепрограмм любого жанра, когда-либо показанных на экране (англ.).

## Сюжет
Молодой, но амбициозный выходец из среднего класса Чарльз Райдер слушает скучные лекции по истории в Оксфордском университете. Здесь же он заводит дружбу с потомком аристократов Себастьяном Флайтом, гомосексуалом и алкоголиком. Себастьян приводит нового друга в своё прекрасное старинное имение Брайдсхед, которое сразу и навсегда завораживает тонкую душу художника. Чарльз проникается симпатией и к семье Себастьяна — теперь его жизнь неразрывно связана с Брайдсхедом…

## Актёрский состав
| В ролях        |  | Персонаж                       |
| -------------- |  | ------------------------------ |
| Джереми Айронс |  | Чарльз Райдер                  |
| Энтони Эндрюс  |  | Себастьян Флайт                |
| Дайана Куик    |  | Джулия Флайт                   |
| Клэр Блум      |  | Тереза Флайт, леди Марчмейн    |
| Чарльз Китинг  |  | Рекс Моттрем                   |
| Саймон Джонс   |  | Брайди, лорд Брайдсхед         |
| Фиби Николлс   |  | Корделия Флайт                 |
| Лоренс Оливье  |  | Александр Флайт, лорд Марчмейн |
| Стефан Одран   |  | Кара                           |
| Джон Гилгуд    |  | Эдвард Райдер                  |
| Джейн Эшер     |  | Селия Райдер                   |
| Николас Грейс  |  | Энтони Бланш                   |
| Джон Грилло    |  | мистер Самграсс                |
| Мона Уошборн   |  | няня Хоукинс                   |

## Эпизоды
| Номер серии | Название |
| 1.          | И я в Аркадии (Et in Arcadia Ego) |
|             | Англия, 1944 год. С военной миссией капитан Чарльз Райдер попадает в Брайдсхед, который сейчас является мрачным лагерем, но когда-то был прекрасным поместьем. Он вспоминает как больше 20-ти назад впервые приехал сюда и о том, как во время учёбы в Оксфорде подружился с лордом Себастьяном Флайтом, младшим сыном владельцев этого поместья. Чарльз также познакомился с друзьями Себастьяна, самым ярким из которых был Энтони Бланш, главный оксфордский эстет и «человек без национальности». На каникулы Чарльзу пришлось вернуться к отцу, в Лондон, так как жизнь денди, которую он вёл в течение года, привела к серьёзным финансовым затруднениям. С отцом Чарльз находился в довольно сложных отношениях и поэтому никак не мог решиться попросить денег. В конце эпизода ему пришла телеграмма от Себастьяна: тот сообщал, что получил тяжелую травму и просил немедленно приехать в Брайдсхед. Чарльз тотчас же выехал. На станции его встретила Джулия, сестра Себастьяна. В машине Чарльз, по просьбе Джулии, прикуривает ей сигарету, первый раз делая что-то подобное для женщины, и слышит «тонкий, как писк летучей мыши, голос плоти». В Брайдсхеде выясняется, что травма Себастьяна не столь серьёзная, как можно было бы предположить, он получил небольшой перелом ноги во время игры в крикет. |
| 2.          | Дома и за границей (англ. Home and Abroad) |
|             | Чарльз остается в Брайдсхеде, где они с Себастьяном идиллически проводят время. Чарльз восхищается барочным стилем поместья и начинает расписывать главную фреску в садовой комнате. Вместе с Себастьяном они дегустируют вина из погреба. Чарльз знакомится с младшей сестрой Себастьяна, Корделией и с его старшим братом Брайди (лордом Брайдсхедом). Брайди и Корделия похожи на свою мать, они искренне верующие католики, в то время как Себастьян и Джулия не могут определиться в своем отношении к религии. Постоянно ведутся разговоры о католической вере, и Чарльз не делает тайны из своего религиозного скептицизма. Себастьян и Чарльз отправляются вместе в Венецию, где отец Себастьяна, лорд Марчмейн, живёт со своей любовницей Карой. У Чарльза происходит продолжительный разговор с Карой. Она рассуждает о «романтической дружбе» между юношами, которая распространена в Англии и Германии и рассказывает о неудавшемся браке лорда и леди Марчмейн. |
| 3.          | Холодный свет дня (англ. The Bleak Light of Day) |
|             | Вернувшись в Оксфорд, Чарльз и Себастьян постепенно избавляются от прежних знакомств, предпочитая общество друг друга шумным компаниям. Чарльз знакомится с леди Марчмейн, которая приезжает к Себастьяну. Джулия обедает в Оксфорде вместе с человеком, которого она «представила как мистера Моттрема, но называла Рексом» и она приглашает Себастьяна и Чарльза на благотворительный бал в Лондон. Чарльз, Себастьян и Бой Мулкастер приезжают в Лондон, но, напившись в доме Рекса Моттрема, в последний момент решают отправиться в ночной клуб вместо благотворительного бала. На обратной дороге, в компании девушек из ночного заведения, они попадают в аварию. Молодых людей арестовывают за вождение в нетрезвом виде. Рекс Моттрем вносит за них залог. В ходе судебного разбирательства за Себастьяна, который находился за рулем, замолвил слово мистер Самграсс, университетский преподаватель и друг леди Марчмейн. Он говорил о том, что лорд Флайт многообещающий студент с хорошей репутацией, который просто не привык к вину. И для Себастьяна все обошлось денежным штрафом. Также Чарльз и Себастьян были посажены под домашней арест в Оксфорде, и они оба находятся под постоянным надзором мистера Самграсса. Время между Рождеством и Новым Годом Чарльз проводит в Брайдсхеде и он начинает замечать что Себастьян пьет все больше. После возвращения в Оксфорд между молодыми людьми начинается медленное отчуждение. |
| 4.          | Себастьян против всего мира (англ. Sebastian Against the World) |
|             | Себастьян все больше замыкается в своем собственном мире, в Брайдсхеде он пьет после обеда, закрывшись в своей комнате. Чарльз пытается поговорить с ним, но Себастьян обвиняет его в том, что он шпионит за ним по приказу матери. Себастьян объявляет войну всему миру и требует, чтобы Чарльз выбирал на чьей он стороне. Чарльз делает выбор, после этого у него происходит разговор с леди Марчмейн, которая рассказывает, что у отца Себастьяна тоже были проблемы с алкоголем. На прощание леди Марчмейн дарит Чарльзу книгу о своем брате Неде, который погиб во время Первой мировой войны. Какое-то время Чарльз и Себастьян проводят в Лондоне в доме отца Чарльза, потом возвращаются в университет. Они планируют снимать вместе квартиру на Мертон-стрит, и леди Марчмейн даёт на это согласие. Но после приезда матери Себастьян снова напился и, пытаясь подняться в комнату к Чарльзу, упал и повредил ногу. Его исключают из университета. Чарльз также покидает Оксфорд и поступает в художественную школу. Из сообщений, полученных от леди Марчмейн, он узнает, что Себастьян отправился в путешествие по Ближнему Востоку вместе с мистером Самграссом и должен вернуться на Рождество. |
| 5.          | Удар по наболевшему месту (англ. A Blow Upon a Bruise) |
|             | Чарльз переезжает в Париж, где посещает художественную школу. Он снова получает приглашение приехать в Брайдсхед и отправляется туда после Рождества. На перроне удивлённый Чарльз видит, как Себастьян выходит из того же поезда, которым приехал он сам, хотя предполагалось, что он уже давно вернулся домой. В Брайдсхеде мистер Самграсс демонстрирует слайды, сделанные во время их поездки, Корделия отмечает, что Себастьяна нет на большинстве снимков, и ей это кажется странным. По приказу леди Марчмейн, которая беспокоится, что её сын снова напьется, из гостиной убрали коктейли, и Себастьян пьёт у себя в комнате втайне от всех. Чарльз узнает, что его друг сбежал от мистера Самграсса и большую часть поездки провёл отдельно, и о том, что Себастьяну пришлось заложить часы, так как его банковский счёт заблокирован, и у него нет денег. Себастьян собирается отправиться на охоту. Он планирует затеряться и потом отправиться в паб, и он просит у Чарльза денег. Тот сначала отказывается, но потом вынужден уступить. После охоты Себастьян возвращается домой пьяным. На следующий день у Чарльза происходит неприятный разговор с леди Марчмейн, которая возмущена тем, что он дал денег её сыну, зная на что тот их потратит. Чарльз покидает Брайдсхед, как ему в тот момент кажется навсегда. |
| 6.          | Джулия (англ. Julia) |
|             | Чарльзу, вернувшемуся в Париж, наносит визит Рекс Моттрем. Выясняется, что он вместе с Себастьяном направлялся в Цюрих, но Себастьян сбежал. Моттрем предлагает Чарльзу пообедать вместе и во время обеда рассказывает ему, что намерен жениться на Джулии. Также он сообщает, что леди Марчмейн серьёзно больна. Дальше Чарльз Райдер, в своих воспоминаниях, рассказывает историю словами Джулии, о том как она, юная девушка-католичка, встретила на Юге Франции Моттрема, обаятельного и привлекательного мужчину, и влюбилась в него. Моттрем хотел настоящую большую свадьбу и ради этого перешёл в католичество. Но Брайди удалось выяснить, что Моттрем уже был однажды женат и, значит, его брак с Джулией невозможен, так как церковь запрещает католикам разводиться. Рекс и Джулия решают, что свадьба в любом случае состоится и венчаются в англиканской церкви. |
| 7.          | Невидимый крючок (англ. The Unseen Hook) |
|             | В мае 1926 года Чарльз возвращается в Лондон, где продолжается Всеобщая забастовка рабочих. Он пытается записаться добровольцем в Оборонный корпус и встречает старого университетского приятеля Боя Мулкастера, который принимает самое активное участие в происходящих событиях. На вечеринке Чарльз встречает Энтони Бланша, и они разговаривают о Себастьяне. Энтони рассказывает, что Себастьян по-прежнему много пьёт, и у него появился новый друг, немец-дезертир из Французского Иностранного легиона, с которым они вместе отправились в Марокко. Чарльзу сообщают, что леди Марчмейн находится на смертном одре и просит приехать. Но она слишком больна, чтобы принять его. Джулия просит Чарльза найти и привезти домой Себастьяна. Чарльз выясняет, что Себастьян живёт в Фесе с немцем по имени Курт, о котором говорил Бланш, у него хронический алкоголизм, и он находится в госпитале с пневмонией. Чарльз видит своего друга слабым и истощенным, Себастьян отказывается выполнять рекомендации врачей и не хочет оставлять Курта, поэтому его возвращение в Англию не представляется возможным. Прежде чем Чарльз покинул Марокко, он узнал о смерти леди Марчмейн. |
| 8.          | Брайдсхед покинутый (англ. Brideshead Deserted) |
|             | |
| 9.          | Сироты шторма (англ. Orphans of the Storm) |
|             | |
| 10.         | Дёрнуть за ниточку (англ. A twitch upon the thread) |
|             | |
| 11.         | Возвращение в Брайдсхед (англ. Brideshead Revisited) |
|             | |

## Награды и номинации
Сведения о наградах и номинациях приводятся согласно данным Британской академии кино и телевидения (BAFTA), сайта Британской ассоциации журналистов, официального сайта премии ЭММИ, официального сайта Премии Золотой Глобус, сайта IMDb.com.

### Награды
BAFTA TV Award, 1981
- Лучший актёр — Энтони Эндрюс;
- Лучший дизайн костюмов — Джейн Робинсон;
- Лучший драматический сериал — Дерек Грейнджер, Чарльз Старридж, Майкл Линдсей-Хогг;
- Лучший монтаж — Энтони Хэм;
- Лучший звук — Фил Смит; Джон Уитворт;
- Лучший грим — Дэбора Тинсей, Рут Куин;

Премия Британской ассоциации журналистов, 1982
- Лучший драматический сериал

ЭММИ, 1982
- Лучший актёр второго плана в мини-сериале — Лоренс Оливье, за эпизод 11 «Возвращение в Брайдсхед».

Золотой глобус, 1983
- Лучший мини-сериал или фильм для TV
- Лучший актёр сериала или фильма для TV — Энтони Эндрюс

### Номинации
BAFTA TV Award, 1981
- Лучший актёр — Джон Гилгуд;
- Лучший актёр — Джереми Айронс;
- Лучшая актриса — Клэр Блум;
- Лучшая актриса — Дайана Куик;
- Лучшая операторская работа — Рэй Гуд
- Лучшая оригинальная музыка в телесериале — Джеффри Баргон.

ЭММИ, 1982
- Лучший дизайн костюмов в теле- или мини-сериале — Джейн Робинсон, за эпизод 2 «Дома и за границей»;
- Лучшая режиссёрская работа в мини-сериале — Чарльз Старридж и Майкл Линдсей-Хогг, за эпизод 1 «И я в Аркадии»;
- Outstanding Art Direction for a Limited Series or a Special — Питер Филлипс, эпизод 1 «И я в Аркадии»;
- Outstanding Individual Achievement — Graphic Design and Title Sequences — Валери Пай, за эпизод 11 «Возвращение в Брайдсхед»;
- Лучший актёр в мини-сериале — Энтони Эндрюс;
- Лучший актёр в мини-сериале — Джереми Айронс;
- Лучший мини-сериал;
- Лучший актёр второго плана в мини-сериале — Джон Гилгуд, за эпизод 1 «И я в Аркадии»;
- Лучшая актриса второго плана — Клэр Блум, за эпизод 4 «Себастьян против Мира»;
- Лучший сценарий в мини-сериале — Джон Мортимер, за эпизод 1 «И я в Аркадии»;

Золотой глобус, 1983
- Лучший актёр сериала или фильма для TV — Джереми Айронс.